# Augustijnenkerk (Warschau)
De Augustijnenkerk of Sint-Augustinuskerk (Pools: Kościół św. Augustyna w Warszawie) is een kerk van de augustijnen in de Warschause wijk Wola. Het is de tweede kerk van deze congregatie in Warschau. De andere kerk is de Sint-Martinuskerk. 
De kerk is gebouwd tussen 1891 en 1896 in de neoromaanse stijl. De architecten zijn Edward Cichocki en Józef Huss.

## Geschiedenis
In 1896 werd de bouw van een nieuwe kerk mogelijk gemaakt door de vrijgevigheid van de  gravin Aleksandra Potocka, de weduwe van graaf Augustus Potocki. Zij liet de kerk bouwen om haar echtgenoot te gedenken. Potocki was 25 jaar daarvoor overleden. Ze kocht twee stukken grond om de kerk te laten bouwen en bekostigde het grootste deel. De ontwerpers van de kerk waren Edward Cichocki en Józef Huss. Met de bouw van de kerk werd  begonnen in 1891. De eerste steen werd op 20 oktober 1892 gelegd en gewijd, door de toenmalige aartsbisschop Wincenty van Warschau en ondersteund door de hulpbisschop van Warschau in die tijd, Kazimierz Ruszkiewicz. 
Op 10 december 1896 werd de eerste mis gevierd in de nieuwe kerk door aartsbisschop Popiel-Chościak en pater Canon Ignacy Durewicz, die de kerk opdroegen aan Sint-Augustinus van Hippo. Echter was men nog bezig met het kerkinterieur. De formele wijding vond plaats in 1905 door Aartsbisschop Ruszkiewicz.
Tijdens de Tweede Wereldoorlog lag de kerk in het getto van Warschau en werd daarom gesloten. Ondanks de sluiting bleven de pastoor, pater Franciszek Garncarek en zijn kapelaan Leon Więckowicz daar wonen. Pater Garncarek werd op 20 december 1943 op de drempel van zijn pastorie neergeschoten. Parochievicaris Leon Więckowicz werd op 3 december 1942 gearresteerd, omdat hij Joden had geholpen. Op 4 augustus 1944 stierf Więckowicz in het concentratiekamp Gross-Rosen.
in 1943 werd de kerk gebruikt als opslagplaats voor gestolen eigendommen van de Joden. Daarna werd de kerk omgevormd tot een stal. Tijdens de Opstand van Warschau werd de kerktoren gebruikt als uitkijkpost voor de Duitsers. Op 5 augustus 1944 raakte de toren beschadigd, tijdens de opstand in de nabijgelegen Gesiowka-gevangenis. Na deze opstand staken Duitsers het dak van de kerk in brand en brandde een aanzienlijk deel van de kerk af, hierbij werden ook pastorie en het parochiehuis meegenomen. De Duitsers wilden de kerk eigenlijk opblazen, maar zover is het niet gekomen. 
Na de oorlog was het een van de weinige gebouwen die nog stond in de Getto van Warschau. Verder was het lange tijd het hoogste gebouw van Warschau. Van 1947 tot 1953 werd de kerk gerenoveerd. De herstelde gewelven en klokkenspel werden ook dat jaar opgeleverd. Door de oprukkende stad zijn delen van de nabijgelegen begraafplaats verkleind en bebouwd.